# 钱乃成
钱乃成（1965年5月—），男，吉林榆树人，中华人民共和国外交官，曾任中华人民共和国驻土库曼斯坦特命全权大使。

## 生平
钱乃成毕业于北京大学历史系。1990年，任首都钢铁公司研究与开发公司助理研究员。1995年，进入中共中央对外联络部六局工作。2002年，任驻俄罗斯大使馆参赞。2004年，任中联部六局一秘、局长助理。2006年，挂职湖北省恩施土家族苗族自治州恩施市委副书记。2007年，任中联部六局副局长。2016年，升任六局局长。2020年12月，出任中华人民共和国驻土库曼斯坦大使。2025年6月，自驻土库曼斯坦大使离任。

## 家庭
已婚，有一子。